# Lutz Graf Schwerin von Krosigk
Johann Ludwig (Lutz) Graf Schwerin von Krosigk (Rathmannsdorf, 22 agosto 1887 – Essen, 4 marzo 1977) è stato un politico tedesco.
Il ministero delle finanze di Lutz Schwerin von Krosigk fu uno dei principali pilastri del sostegno fiscale al nazismo. Il regime notoriamente si appropriava delle proprietà degli ebrei perseguitati e li mandava nei campi di concentramento. Fu condannato a dieci anni di carcere nel processo  di Norimberga per aver collaborato con il regime nazista. Lutz Schwerin von Krosigk fu anche cancelliere della Germania nel governo provvisorio presieduto da Karl Dönitz, dopo la morte di Adolf Hitler.

## Biografia
Nacque come Johann Ludwig von Krosigk nel Regno di Sassonia, da una famiglia aristocratica, settimo figlio di Erich von Krosigk (1829-1917) e di Luise contessa von Schwerin (1853-1920), seconda moglie del padre. Studiò legge e scienze politiche a Halle, a Losanna e alla Oxford University. Durante la prima guerra mondiale combatté nell'esercito tedesco e fu insignito della Croce di ferro. Nel 1918 Krosigk sposò la baronessa Ehrengard von Plettenberg, dalla quale ebbe quattro figli e cinque figlie. Nel 1925 fu adottato da suo zio, Alfred Graf von Schwerin, prendendo prima il nome di Schwerin von Krosigk e poi, dopo la morte dello zio, Graf von Schwerin. Quando i titoli aristocratici furono aboliti, aggiunse "Graf" al suo nome, diventando Johann Ludwig Graf Schwerin von Krosigk.
Conservatore non schierato, Schwerin von Krosigk fu nominato ministro delle finanze da Franz von Papen nel 1932 e restò in quel ministero su richiesta del presidente Paul von Hindenburg anche nel governo di Kurt von Schleicher e per tutta la durata del regime nazista. Diversi componenti della sua famiglia presero parte a tentativi di uccidere Adolf Hitler. Schwerin von Krosigk si vedeva di rado in pubblico e Hitler non riuniva spesso il suo governo; di fatto, Schwerin von Krosigk era un manager apolitico. Dopo il suicidio del neo-cancelliere del Reich Joseph Goebbels (avvenuto la sera del 1º maggio 1945), Schwerin von Krosigk fu messo a capo del governo provvisorio dal nuovo presidente del Reich Karl Dönitz.
Dönitz e Schwerin von Krosigk tentarono di negoziare un armistizio con gli Alleati, ma questi imposero loro una capitolazione (resa incondizionata) e sciolsero il governo provvisorio con la cattura, da parte dei britannici, dei suoi componenti il 23 maggio dello stesso anno a Flensburgo. Nel 1949 venne condannato a 10 anni di reclusione nel processo ai ministri, ma rimase in carcere solo fino all'amnistia del 1951. Negli ultimi anni di vita Schwerin von Krosigk scrisse diversi libri di politica economica e due libri di memorie.
Era il nonno della politica Beatrix von Storch, esponente del partito Alternative für Deutschland e figlia della sua primogenita Felicitas-Anita.

## Opere
- Es geschah in Deutschland, 1951
- Die große Zeit des Feuers – Der Weg der deutschen Industrie, 3 volumi, 1959
- Alles auf Wagnis – der Kaufmann gestern, heute und morgen, 1963
- Persönliche Erinnerungen, memorie, 3 volumi, 1974
- Staatsbankrott (Studie über die deutsche Finanzpolitik von 1920 bis 1945), 1975